# Provincie Prato
Prato (Provincia di Prato) je italská provincie v oblasti Toskánsko. Sousedí na severu a západě s provincií Bologna, na východě a jihu s provincií Firenze a na západě s provincií Pistoia.
Provincie vznikla v roce 1992 odtržením od provincie Firenze a v současné době má nejmenší počet (7) obcí ze všech italských provincií. Zároveň je však nejhustěji osídlenou provincií v Toskánsku.